# Novamundoniscus vandeli
Novamundoniscus vandeli är en kräftdjursart som först beskrevs av Lemos de Castro 1959.  Novamundoniscus vandeli ingår i släktet Novamundoniscus och familjen Dubioniscidae. Inga underarter finns listade i Catalogue of Life.